# ビーナス・エクスプレス
ビーナス・エクスプレス (Venus Express) は、欧州宇宙機関 (ESA) の金星探査機。2005年11月9日に打ち上げられ、2006年4月11日に金星周回軌道に到着した後、5月7日に観測用軌道（南極上空の高度66,000km、北極上空の高度約250kmを24時間で周回する軌道）に投入された。2014年5月に観測運用を終了した。

## 概要
ビーナス・エクスプレスは、欧州宇宙機関初の金星探査機であり、2005年11月9日にカザフスタンのバイコヌール宇宙基地より打ち上げられた。計画は2001年より開始されている。探査機のデザインは、火星探査機のマーズ・エクスプレスの経験を生かしたものとなっている。ただし、火星と金星の違いを考慮し、太陽熱や放射線に対する耐性を向上させている。
最初の発射予定は2005年10月26日であったが、問題が生じたために延期され、11月9日3時33分UTCにソユーズロケットによって打ち上げられた。打ち上げから1時間36分後には、金星への遷移軌道へ移行した。金星までの飛行日数は150日。金星到着後に減速し、周回軌道に入った。
ビーナス・エクスプレスの探査目的は、主に金星大気に関するものであり、当初は4年間観測を行う計画であったが、その後、観測運用が延長されていた。
これまでに行われたビーナス・エクスプレスの観測によって、約250万年前の溶岩流が金星に存在することが判明している。また、金星の大気から水素が酸素の2倍も逃げ出していることが分かり、金星にはかつて大量の水か、あるいは地球と同じ海が存在していたことを示唆している。

## ミッション終了
ビーナス・エクスプレスは、2014年5月に観測運用を終了した
。その後、ビーナス・エクスプレスは金星の大気圏上層に突入して大気抵抗でどのくらい高度が下がるのか実験を行うため、徐々に高度を130-135kmにまで下げ、6月18日から7月11日までエアロブレーキング実験を行った。その後高度を再び上げて7月26日には高度を460kmまで戻していた。まだ推進薬が残っていると考えて、11月23日から30日にかけて軌道を引き上げ、2015年までミッションを延長する試みを行ったが、2014年11月28日に姿勢が保持できなくなり通信が途絶した。調査の結果、噴射の途中で推進薬を使い果たしていた事が分かり、12月16日にミッションを終了することにしたと発表が行われた。